# Ишханян, Рафаел Аветисович
Рафае́л Авети́сович Ишханя́н (арм. Ռաֆայել Ավետիսի Իշխանյան, 9 марта 1922 года, Ереван — 1995 год, Ереван) — армянский библиограф, филолог-языковед, занимавшийся вопросами филологии и истории. Профессор Ереванского государственного университета. Депутат Верховного Совета Армении (1990—1995 годы)

## Биография
В 1939 году окончил среднюю школу имени Н. К. Крупской (ныне имени Н. Агбаляна) и поступил на факультет армянского языка и литературы Ереванского государственного университета. В 1940 году был призван в Красную армию, участвовал в Великой Отечественной войне. После демобилизации в 1945 году продолжил учёбу и окончил Ереванский университет в 1949 году.
С 1947 по 1962 гг. работал в Публичной библиотеке Армении (ныне Национальная библиотека Армении). В 1954 г. заочно окончил Московский библиотечный институт.
В 1962 г. защитил кандидатскую диссертацию о репрессированном в 1937 году армянском писателе: «Аксель Бакунц: жизнь и вопросы творчества» и перешёл на работу на кафедру армянского языка в Ереванском государственном университете. В 1973 году защитил докторскую диссертацию «Очерк по истории языка новой армянской литературы», в 1978 г. стал профессором.
С конца 1970-х гг. публиковал работы по истории Армении, где приводил различные доводы в пользу автохтонности армян на Армянском нагорье и исключительной древности армянского народа. В последний период своей жизни активно участвовал в армянском национальном движении — в особенности, в борьбе за Нагорный Карабах. Депутат Верховного Совета Армении (1990—1995 годы). С 1991 года также почётный директор Национальной библиотеки Армении.

## Научная работа
Рафаел Ишханян опубликовал 773 работы, главным образом на армянском языке, посвящённые широкому кругу вопросов — книгопечатанию, сохранению и развитию армянского языка, происхождению и древней истории армянского народа, Нагорному Карабаху, истории так называемой Третьей республики, а также проблемам науки, религии и образования, общественной жизни. Рафаел Ишханян был одним из авторов Армянской советской энциклопедии. В некоторых областях, например в истории книгопечатания, он являлся общепризнанным авторитетом, но с другой стороны, некоторые его работы, например по древнейшей истории Армении, подвергались критике как в Армении, так и за её пределами.

### Работы по древнейшей истории Армении
См. также Ревизионистские концепции в армянской историографии
Рафаел Ишханян в своих исторических работах настаивал на исключительной древности армянского народа, утверждая, что армяне жили на Армянском нагорье с IV тысячелетия до н. э., образовав самостоятельную этническую общность сразу после распада праиндоевропейского языка, рассуждая далее о прямых контактах армян с шумерами и семитами и относя шумеров к арменоидному типу европеоидной расы. Для доказательства своих концепций Ишханян пользовался принятым в советской литературе подходом, заключавшимся в том, что критерием этнической принадлежности является исключительно язык, и вопрос о происхождении народа приравнивал к происхождению языка. Ишханян утверждал, что «Историю армян или армянского народа нужно начинать со времени появления армянского языка, ибо армяне (или армянский народ) и в древности, и в средние века, и в настоящем — это носители армянского языка».
Такие утверждения Ишханяна делали армян единственным в мире народом, сумевшим сохранить без существенных изменений свой язык на протяжении нескольких тысячелетий, а также объявляли пришлыми народами всё неармянское население Восточной Турции, включая курдов. Закономерно, что это направление работ Ишханяна встретило жёсткую критику среди историков и лингвистов как в Армении, так и за её пределами. Работы Ишханяна в этом направлении критиковались за отсутствие должной доказательной базы, за лингвистический и исторический дилетантизм, а также за явную политическую подоплёку.
В связи с критикой коллег Рафаел Ишханян так и не смог опубликовать свои труды в этом направлении в научной литературе ни в Армении, ни за её пределами, поэтому неоднократно выступал с серией популярных статей и заметок, адресованных аудитории, недостаточно знакомой с исторической наукой.
Тем не менее, благодаря, в частности, усилиям Ишханяна, концепции армянской принадлежности урартов продолжают развиваться в Армении и в армянской диаспоре.

### на армянском
- Errord Uzhi Batsarman orenke: Hodvatsner, Azat khosk, ISBN 5807902505
- Girke Khorhrdayin Hayastanum: Matenagitakan Tsank, Hayastani azgayin grapalat, ISBN 9993050032
- Mer Inknutyan Glkhavor Nshane: (Grakanagitakan Hetazotutyunner), Nairi, ISBN 5550004291
- Patkerazard Patmutyun Hayots, Book 1, 1989, Arevik, ISBN 5807700570
- Rafael Ishkhanian, Hayeri tzagume yev hnaguin patmutiune (The Origins and Most Ancient. History of the Armenians), Altapress, Beirut, 1984
- Вопросы происхождения и древнейшей истории армянского народа, Ереван, 1988

### на русском
- Вопросы происхождения и древнейшей истории армянского народа, издательство «Грааль», Москва, 2002 ISBN 5946880152

### на английском
- On the Origin and Earliest History of the Armenian People, trans. N. Ouzounian, Montreal, 1989
- Questions of origin and earliest history of Armenian people, Yerevan 1988

### на польском
- Ksiazka Ormianska W Latach 1512—1920, Ossolineum, ISBN 8304041782